# Imperial Air
Imperial Air fue una aerolínea regional del departamento del Cuzco, Perú operaba con aviones ligeros, ya que volaba de Cuzco a otros aeropuertos pequeños del país. Algunos de los Túpolev que operaba tenían las pinturas de uno de los 14 Incas en su cola. Inició operaciones en mayo de 1993 y cesó en agosto de 1996.

## Antiguos destinos
| País | Destinos | Aeropuertos                                                      |
| ---- | -------- | ---------------------------------------------------------------- |
| Perú | Arequipa | Aeropuerto Internacional Rodríguez Ballón                        |
| Perú | Cuzco    | Aeropuerto Internacional Alejandro Velasco Astete (HUB)          |
| Perú | Iquitos  | Aeropuerto Internacional Coronel FAP Francisco Secada Vignetta   |
| Perú | Lima     | Aeropuerto Internacional Jorge Chávez                            |
| Perú | Tarapoto | Aeropuerto Cadete FAP Guillermo del Castillo Paredes             |
| Perú | Trujillo | Aeropuerto Internacional Capitán FAP Carlos Martínez de Pinillos |
| Perú | Tacna    | Aeropuerto Internacional Coronel FAP Carlos Ciriani Santa Rosa   |
| Perú | Tumbes   | Aeropuerto Capitán FAP Pedro Canga Rodríguez                     |

## Flota histórica
| Aeronaves      | Total | Introducido | Retirado | Matrículas                          |
| -------------- | ----- | ----------- | -------- | ----------------------------------- |
| Antonov An-32  | 4     | 1994        | 1996     | OB-1488, OB-1603, OB-1604 y OB-1669 |
| Convair CV-580 | 1     | 1993        | 1994     | OB-1535                             |
| Túpolev Tu-134 | 4     | 1993        | 1996     | OB-1489, OB-1553, OB-1552 y OB-1490 |